# قرمز تیره
قرمز تیره یا سرخ تند (ایتالیایی: Profondo Rosso) فیلمی ایتالیایی در سبک ترسناک به کارگردانی داریو آرجنتو است که در سال ۱۹۷۵ منتشر شد. از بازیگران آن می‌توان به دیوید همینگز، کلارا کالامی، توم فلگی، ماریو اسکاچا، فولویو مینگوتسی، سالواتوره پونتیلو و آتیلیو دوتزیو اشاره کرد. این فیلم با تحسین فراوان منتقدان روبرو شد.